# سورگیا
سورگیا (به لاتین: Surgiya) یک منطقهٔ مسکونی در روسیه است که در شهرستان کایتاگسکی واقع شده‌است.